# Meister des Hausbuches

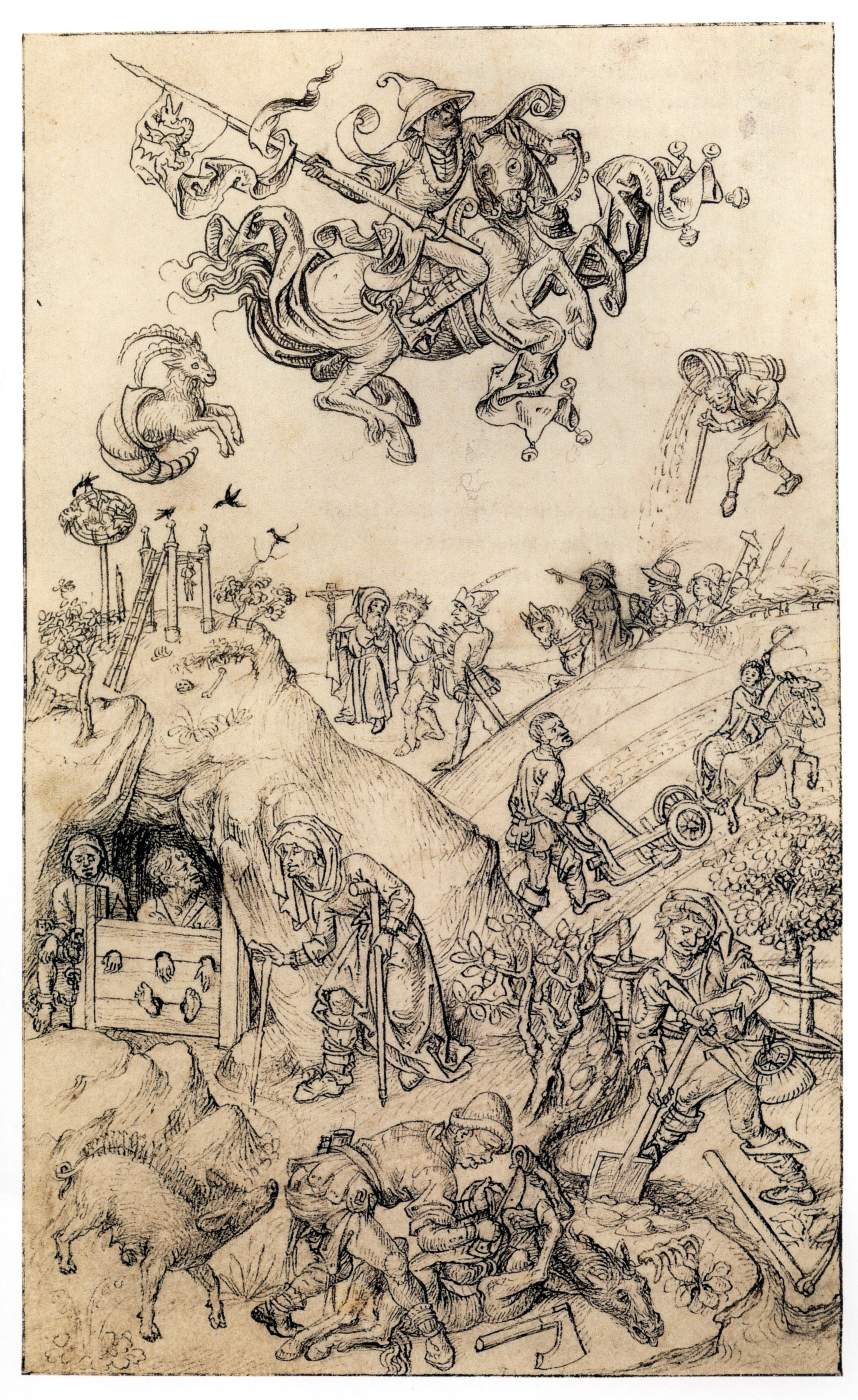
Zeichnerhand Ia: Planetenbild des Saturn im Hausbuch Wolfegg (um 1480), Meister des Amsterdamer Kabinetts

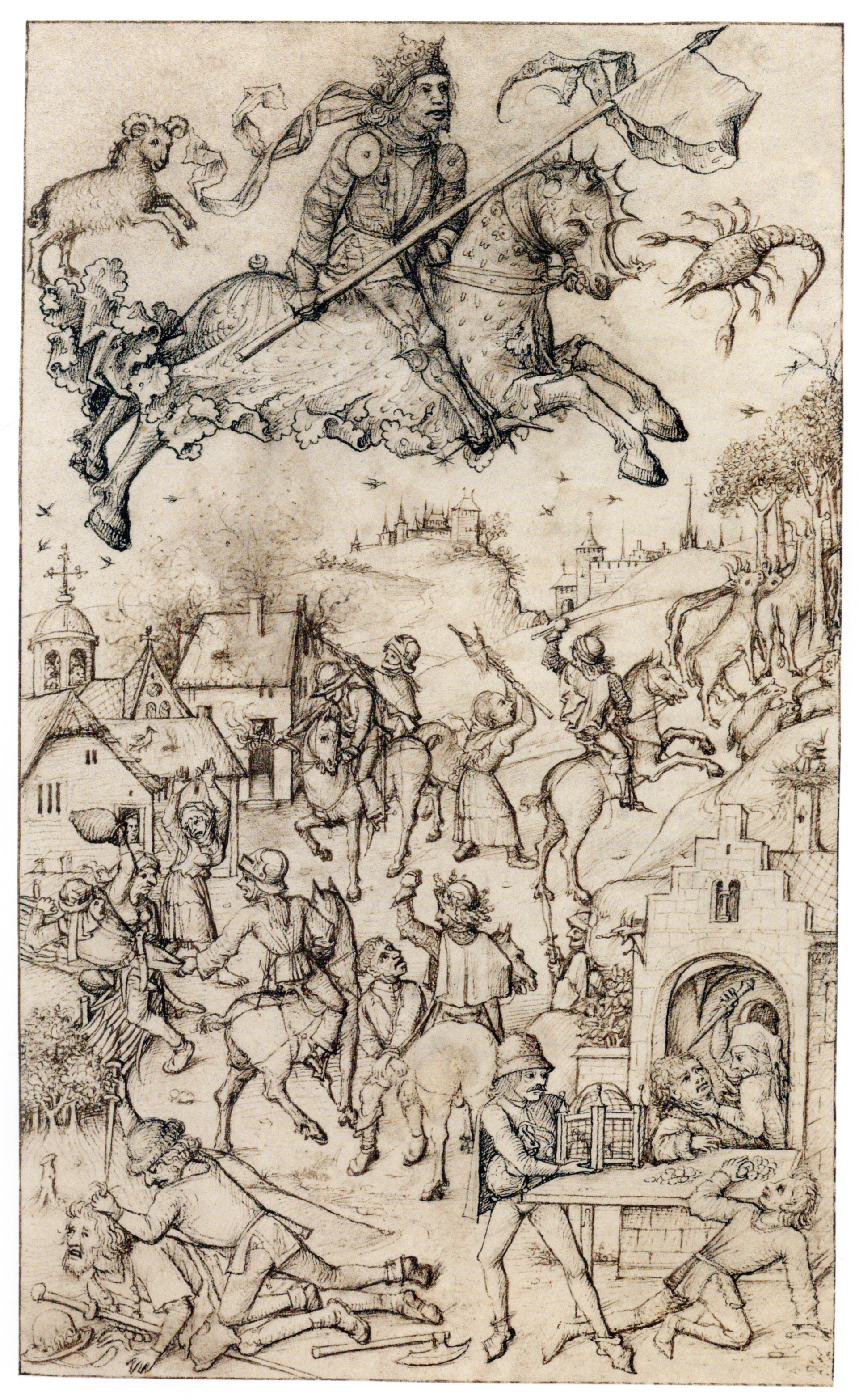
Zeichnerhand Ib (der eigentliche Hausbuchmeister bzw. Meister des Amsterdamer Kabinetts): Planetenbild des Mars im Hausbuch Wolfegg (um 1480)

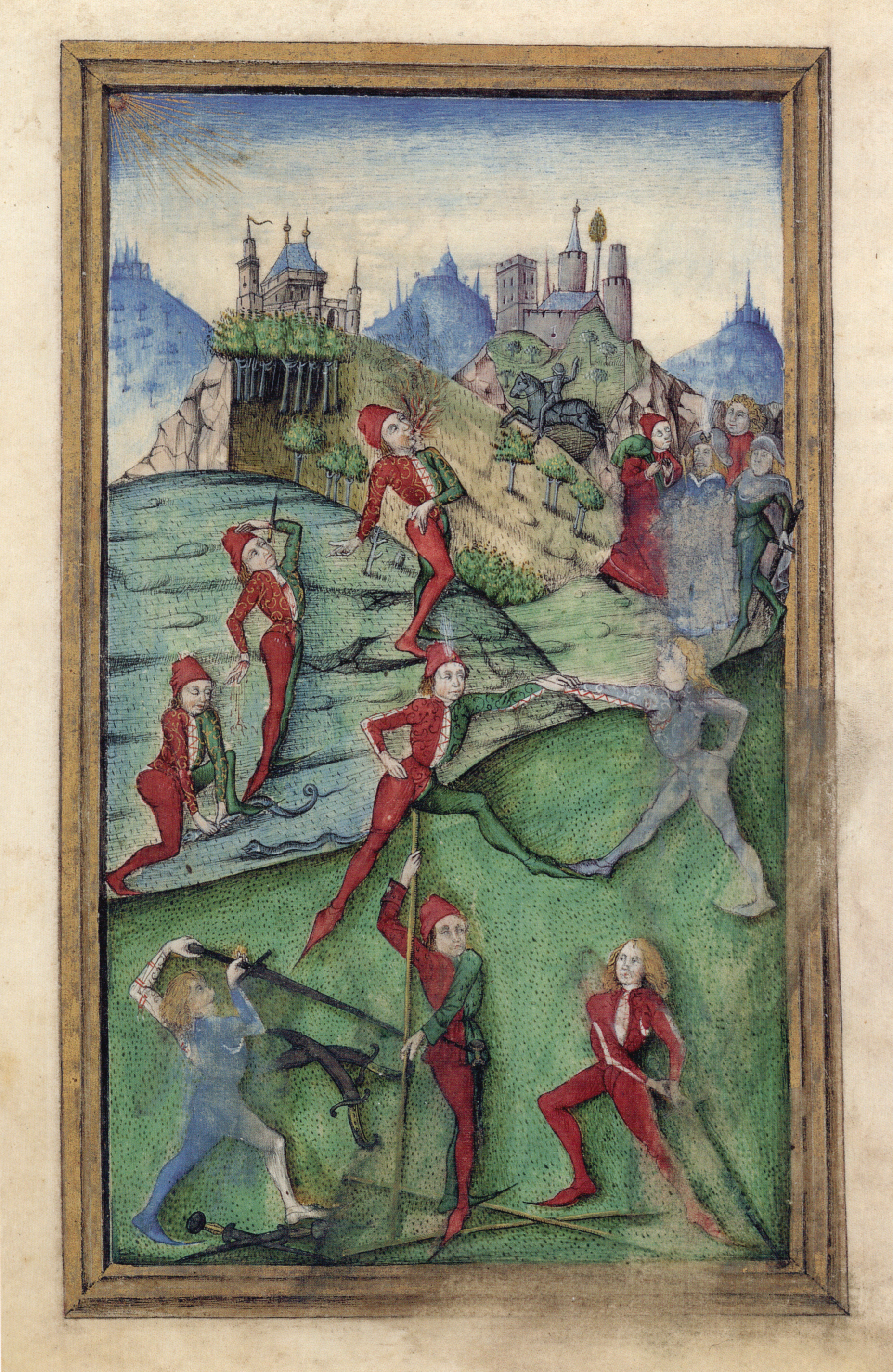
Gauklerszene von Hand II (vgl. Hess 1994) im Hausbuch Wolfegg um 1480 (fol. 03r)

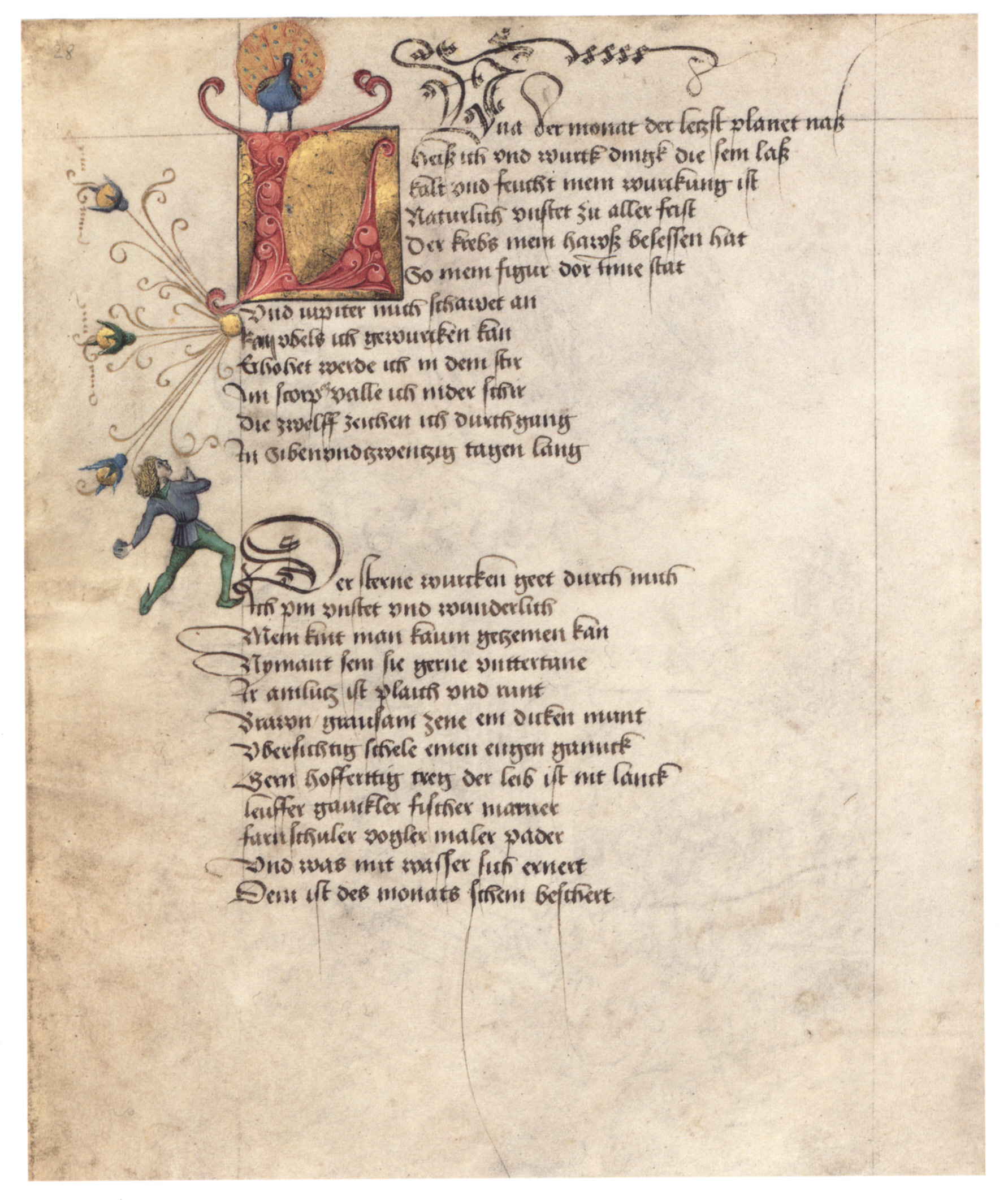
Rankenornamente von Hand II im Hausbuch Wolfegg (fol. 16v Text zu Luna)

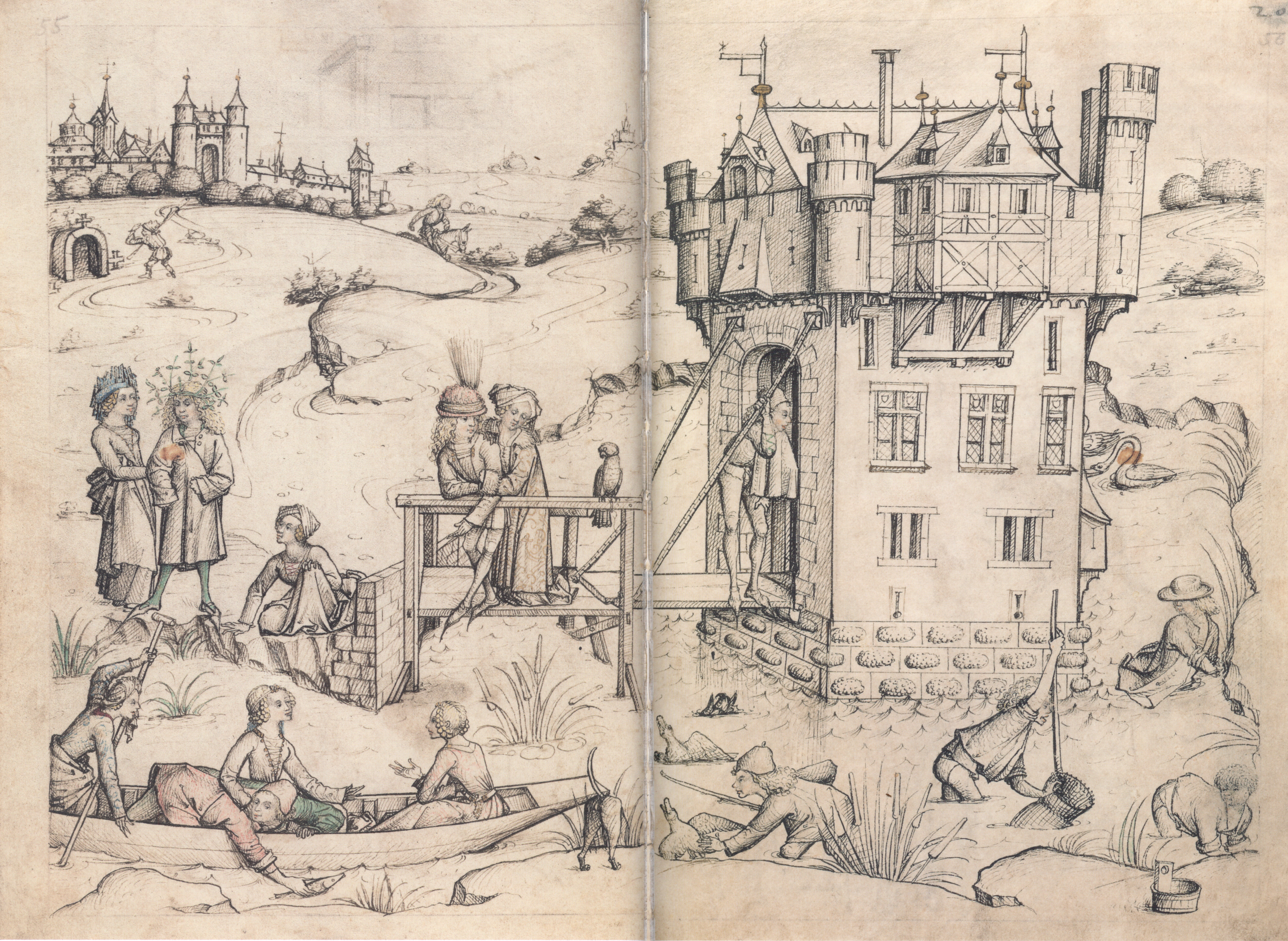
Zeichnerhand III (vgl. Hess 1994: Meister der Genreszenen): Szene mit adligen Vergnügungen im Hausbuch Wolfegg (um 1475/80)

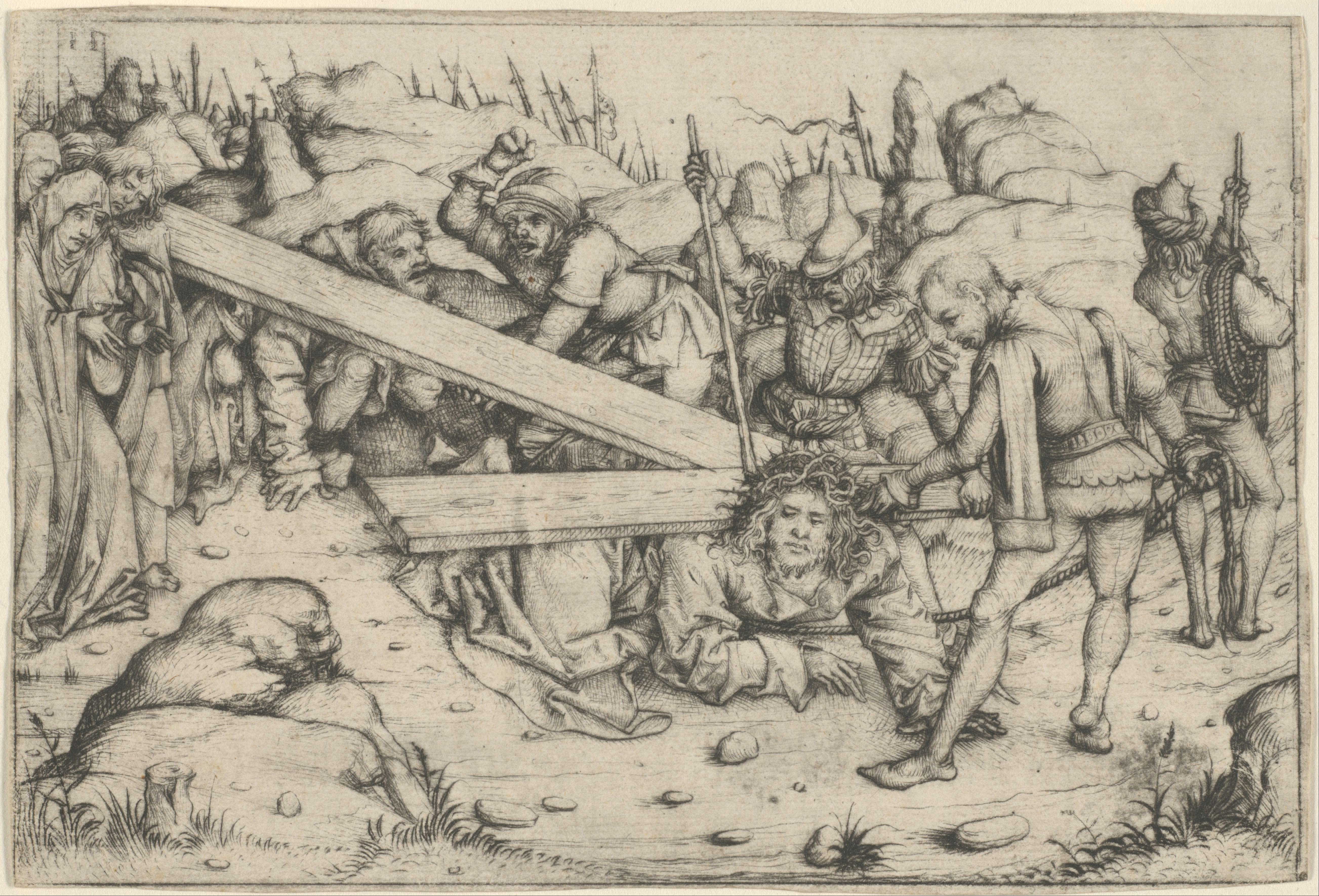
Kreuztragung. Kaltnadelradierung des Meisters der Planetendarstellungen des Hausbuches, auch Meister des Amsterdamer Kabinetts (Amsterdam, Rijksprentenkabinet)

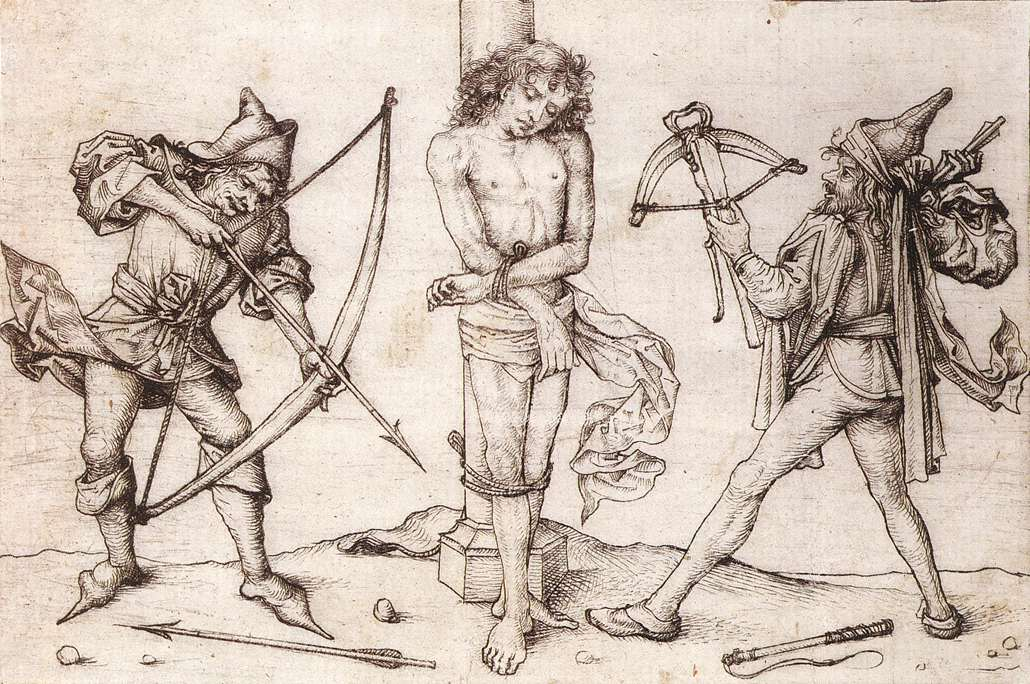
Der Hl. Sebastian (um 1475/80). Kaltnadelradierung des Meisters der Planetendarstellungen des Hausbuches, auch: Meister des Amsterdamer Kabinetts (Amsterdam, Rijksprentenkabinet)

Der Meister des Hausbuches, häufig kurz als Hausbuchmeister bezeichnet, auch unter dem Namen Meister des Amsterdamer Kabinetts, Meister der Genreszenen des Hausbuches und Meister des Speyerer Altars bekannt, ist eine kontrovers diskutierte Gruppe deutscher und vermutlich auch niederländischer Zeichner, Maler, und Stecher, die zwischen etwa 1470 und 1505 im Raum der Rheinpfalz und am Mittelrhein tätig war und nach dem Hausbuch ehemals auf Schloss Wolfegg benannt wird.

## Künstlerhände im sogenannten Wolfeggschen Hausbuch
Namensgebend für die Gruppe von Künstlern war eine etwa um 1480 am Mittelrhein entstandene illustrierte Handschrift, die bis 2008 in der Bibliothek der Fürsten von Waldegg-Wolfburg aufbewahrt wurde. Dieses Wolfegger Hausbuch wurde im 19. Jahrhundert unter der neu formulierten Bezeichnung „Hausbuch“ reproduziert und bekannt. Da man damals von einem Zeichner ausging, bürgerte sich der Notname „Hausbuchmeister“ zunächst im Singular ein.
Seit den 1990er Jahren wuchs das Verständnis dafür, dass an der Handschrift des Hausbuches verschiedene Zeichnerhände mitgearbeitet haben, darunter mindestens zwei Hauptmeister mit zahlreichen Blättern in hoher Qualität (weiter unten Zeichner I und III bezeichnet). Da die Künstler stilistisch sehr ähnlich arbeiteten und ähnliche Techniken und Materialien verwendeten, wird ihre konkrete gegenseitige Abgrenzung von der Forschung weiterhin diskutiert.
- Zeichner Ia: Von den Planetenbildern des Hausbuches werden Saturn, Jupiter und Merkur einem Zeichner zugeschrieben, der an seiner Zeichenweise erkennbar ist. Sie ähnelt durchaus den Zeichnungen der zweiten Gruppe, gehört aber wohl doch zu einer eigenen Künstlerpersönlichkeit. Er arbeitete intensiv mit Vorlagen aus der zeitgenössischen Druckgrafik. Da zahlreiche Einzelmotive auch für das spätestens 1475 vermutlich in Mainz fertiggestellte Pontifikale des Mainzer Erzbischofs Adolph von Nassau verwendet wurden, geht man von einer Entstehung dieser Zeichnungen bald nach 1470 aus.[2] Wenn man aber davon ausgeht, dass solche Vorlagen in einer Werkstatt über längere Zeit hin verfügbar waren, könnten diese Zeichnungen des Hausbuchs auch später entstanden sein, etwa in den frühen 1480er Jahren.[3]

- Zeichner Ib: Die übrigen Planetenbilder des Hausbuches, Mars, Sol und Luna werden einem zweiten Zeichner zugeschrieben, der ein besonders hohes zeichnerisches Können und eine große künstlerische Individualität zeigt. Hier wird derselbe Künstler gesehen, der auch die berühmten Kaltnadelstiche des Amsterdamer Kabinetts geschaffen hat und der deshalb auch unter dem entsprechenden Notnamen geführt wird. Da zahlreiche Einzelmotive in das spätestens 1475 fertiggestellte Pontifikale des Mainzer Erzbischofs Adolph von Nassau übernommen wurden, geht Daniel Hess von einer Entstehung dieser Zeichnungen um 1470 aus.[4] Es wird aber auch die Ansicht vertreten, dass es sich bei den Zeichnern Ia und Ib um ein und dieselbe Person handeln könnte. In dieser Frage besteht also kein Konsens. Weitgehend akzeptiert wurde aber die Abgrenzung zum Zeichner III (unten).[5] Konsens besteht darüber, dass es sich zumindest bei Hand Ib um den sogenannten „Meister des Amsterdamer Kabinetts“ handelt.

- Zeichner II: Ein weiterer Zeichner hat in dem Hausbuch eine Gauklerszene eingebracht, das farbige Wappen mit dem goldenen Ast angelegt und die Rankenverzierungen im Planetenteil des Hausbuches gemalt. Dieselbe Hand wurde auch in einer anderen mittelrheinischen Handschrift, dem um 1470 entstandenen Pontifikale des Mainzer Erzbischofs Adolph von Nassau identifiziert, das in der sogenannten Werkstatt der Mainzer Riesenbibel entstanden ist. Der Planetenteil muss damals in dieser Buchmalereiwerkstatt vorgelegen haben, da der Maler der Gauklerszene wiederum verschiedene Motive aus den Planetendarstellungen des Hausbuches (Hände I und II) sehr getreu in das Pontifikale übernommen hat.[6]

- Zeichner III: Eine größere Anzahl von Szenen aus dem adligen Leben der Zeit wurde von dem sogenannten „Meister der Genreszenen“ geschaffen, die einen detaillierten Einblick in adelige Lebensweisen (Turnier, Gartenfeste, Kriegszüge) und technische Apparaturen (Geschütze, Pumpen) geben. Man könnte also von dem zweiten Hauptzeichner im Hausbuch sprechen. Hier ergeben sich stilistische Bezüge zum Werk des Wolfgang Beurer (auch: Meister WB), dessen am Mittelrhein entstandenes Werk erst in jüngerer Zeit genauer umrissen werden konnte.[7] Ob Genreszenen und Maschinendarstellungen wirklich von einem Zeichner geschaffen wurden, ist bislang nicht näher diskutiert worden.[8]

- Zeichner IV: Möglicherweise hat ein weiterer Zeichner ein Bergwerk dargestellt. Es könnte sich aber auch hier um den „Meister der Genreszenen“ handeln, also um Wolfgang Beuer.[9]

Es konnte nachgewiesen werden, dass die Mehrzahl der Illustrationen des Hausbuches in sehr enger Verbindung mit der sogenannten Werkstatt der Mainzer Riesenbibel entstanden sind, die zwischen etwa 1470 und 1500 in Mainz gearbeitet hat und in enger Verbindung mit dem Druckhaus des Peter Schöffer gestanden hat. Es wurden gemeinsame Vorlagen benutzt, Bildfindungen des Hausbuches tauchen in anderen Handschriften dieser Werkstatt auf, und es lassen sich die meisten Zeichner im Hausbuch auch als Zeichner in anderen Büchern dieser Werkstatt nachweisen.

## Werk

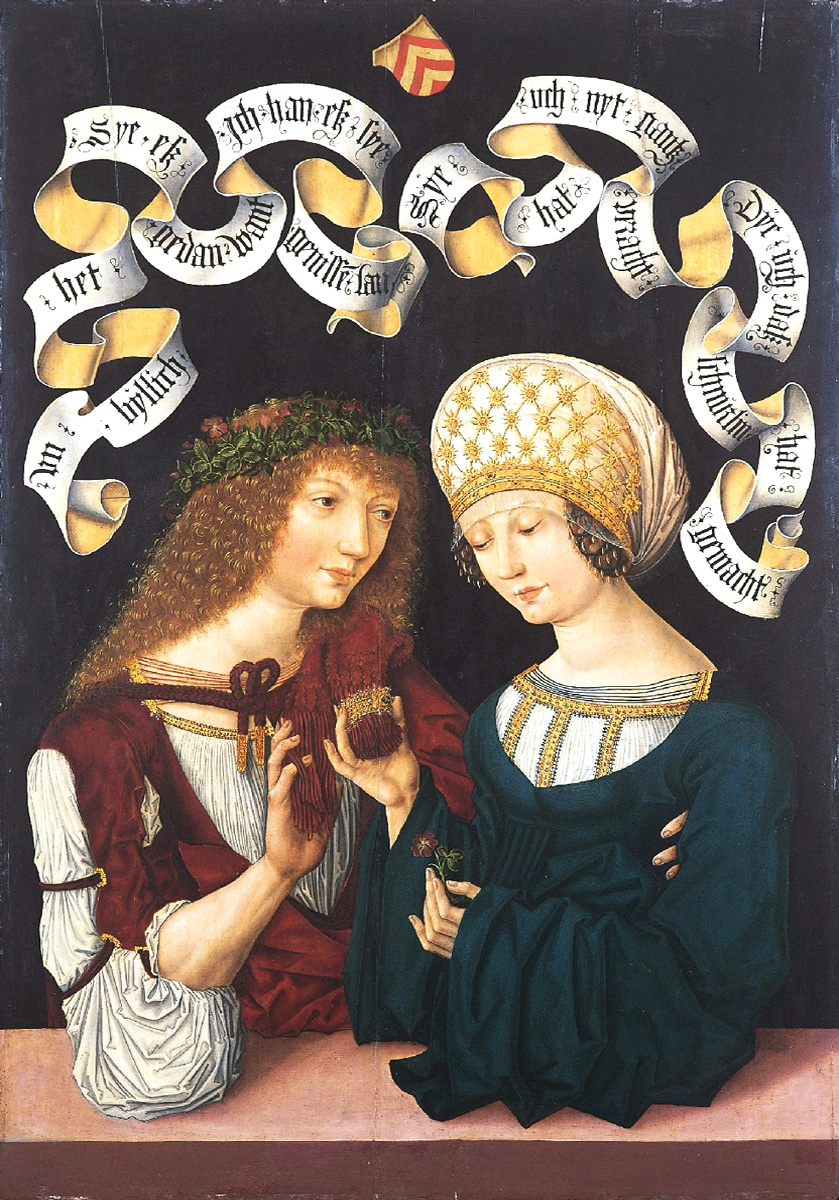
Sogenanntes Gothaer Liebespaar, um 1480, wurde dem Hausbuchmeister (auch: Meister der Planetenbilder bzw. Meister des Amsterdamer Kabinetts) von Daniel Hess 1994 zugeschrieben

Bei dem sogenannten Meister des Hausbuches handelt es sich nach aktuellem Forschungsstand um mehrere Künstler, wobei der Zeichner der Planetenbilder Mars, Sol und Luna (Künstlerhand Ib) als die eigentlich bedeutende Künstlerpersönlichkeit angesehen wird und vor allem hier nach seinem weiteren Werk gefragt wird. Dieser Meister der drei besonders qualitätvollen Planetendarstellungen ist in der Kunstwissenschaft eindeutiger als Meister des Amsterdamer Kabinetts bekannt, da er eine größere Zahl von bedeutenden und in der Kunstgeschichte sehr bekannten Kaltnadelarbeiten im Amsterdamer Rijksmuseum geschaffen hat. Der Zusammenhang der drei Planetenbilder und der Kaltnadelarbeiten ist im Gegensatz zu vielen anderen Zuschreibungen von der Wissenschaft nie infrage gestellt worden.
Dieser Hausbuchmeister im engeren Sinn (Zeichner der drei Planetenbilder und der Kaltnadelstiche) arbeitete mit großer Sicherheit am nördlichen Oberrhein bzw. südlichen Mittelrhein im Raum der fürstlichen Höfe in Mainz oder Heidelberg.
Er schuf neben Zeichnungen und den berühmten Kaltnadelradierungen vielleicht auch Porträts als Gemälde. Sein bekanntestes Werk in dieser Gattung ist vermutlich das nach seinem Aufbewahrungsort so genannte Gothaer Liebespaar (um 1480), das erste eigenständige Doppelporträt der deutschen Tafelmalerei. Die Zuschreibung wird bei Hess 1994 ausführlich begründet, ihr ist aber auch widersprochen worden. Zudem wird bezweifelt, ob es sich bei der Darstellung eines Paares überhaupt um Porträts handelt.
Über die Herkunft, Ausbildung und konkrete Arbeitsweise des Künstlers konnte man sich in der Wissenschaft bislang nicht einigen. Es lassen sich aber bei ihm zahlreiche Anleihen bei der Miniaturmalerei der 1450er und 1460er Jahre aus Utrecht beobachten. Bezüge zu Buchmalern wie dem Meister der Katharina von Kleve oder Lieven van Lathem werden genannt, ohne dass damit eine direkte Schülerschaft nachgewiesen werden kann. Der Meister des Amsterdamer Kabinetts steht damit in einer Tradition, die an die größten künstlerischen Neuerungen des Jan van Eyck und des Rogier van der Weyden anknüpfte und sie für kleine Formate und andere Bildaufgaben nutzbar machte.
Der Werkkomplex des sogenannten Hausbuchmeisters wurde ab etwa 1470 stilprägend für die Kunst am Mittelrhein und muss bei Künstlern (z. B. Albrecht Dürer) sowie Auftraggebern besonders aus dem höfischen Umfeld (wie z. B. Johann XX. von Dalberg) auf großes Interesse gestoßen sein.

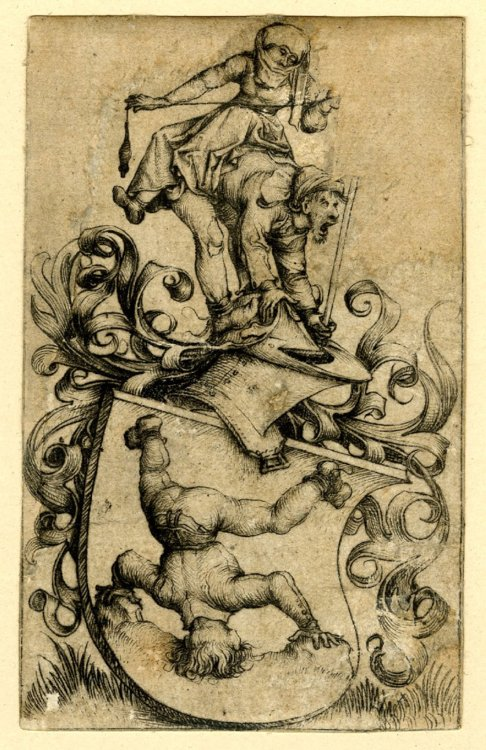
Satirisches Wappen als Helmzier, eine „Verkehrte Welt“ darstellend, in welcher der Ehemann von seiner Frau mit einer Spindel verprügelt wird (1475)

Einige der in der älteren Kunstgeschichte dem Meister zugeschriebenen Werke sind nach den neueren Forschungen nicht persönlich auf ihn zurückzuführen oder nicht vollständig von ihm ausgeführt. Wahrscheinlich sind sie in seiner Werkstatt entstanden. Es besteht eigentlich kein Zweifel, dass es eine solche als Rahmen für die vielen stilistisch und motivisch von dem Hausbuchmeister abhängigen Arbeiten gegeben haben muss. Ob sie von dem sogenannten Meister des Amsterdamer Kabinetts selbst geführt wurde, darüber herrscht in der Kunstwissenschaft keine Einigung. Ebenso ist ihr Ort nicht bekannt; es werden die Orte Mainz, Heidelberg, und neuerdings Frankfurt besonders in Betracht gezogen. Über die eigenhändigen und der Werkstatt zuzuordnenden Werke hinaus gibt es auch Anhaltspunkte, dass der Stil auch in benachbarten Werkstätten am Mittelrhein nachgeahmt wurde. Besonders kommt dafür Frankfurt am Main infrage.

## Versuche einer Identifizierung des Hausbuchmeisters
Wiederholt ist versucht worden, die konkrete historische Identität des führenden Künstlers (Meister des Amsterdamer Kabinetts) oder anderer Künstler des Hausbuches zu ermitteln. Die von mehreren Kunsthistorikern verstärkt seit 1936 vertretene These, dass der Meister des Hausbuches (im engeren Sinn) mit dem dokumentarisch und mit bedeutenden Werken in den 1480er Jahren in Mainz nachgewiesenen Erhard Reuwich aus Utrecht zu identifizieren sei, hat sich bis heute nicht völlig durchsetzen können.
In der Regel wird der abweichende Stil und die beim Hausbuchmeister nicht so zu beobachtende Beherrschung der Perspektive in den Städteansichten von Reuwichs Hauptwerk des illustrierten Reiseberichts in das Heilige Land „Peregrinatio in terram sanctam“ (1486) als Hauptgrund für eine unterschiedliche Urheberschaft angeführt. Dieses Argument wurde allerdings von Frederike Timm 2006 entkräftet, indem sie zeigen konnte, dass verschiedene Städteporträts Reuwichs in Wirklichkeit auf Vorlagen aus der venezianischen Werkstatt der Bellinis, besonders Giovanni Bellinis zurückgehen. Gerade sie können also nur noch begrenzt für Zuschreibungs- oder Abschreibungsfragen in Anspruch genommen werden.

## Traditionell zugeordnete Werke, die aber teilweise von verschiedenen Künstlerhänden stammen

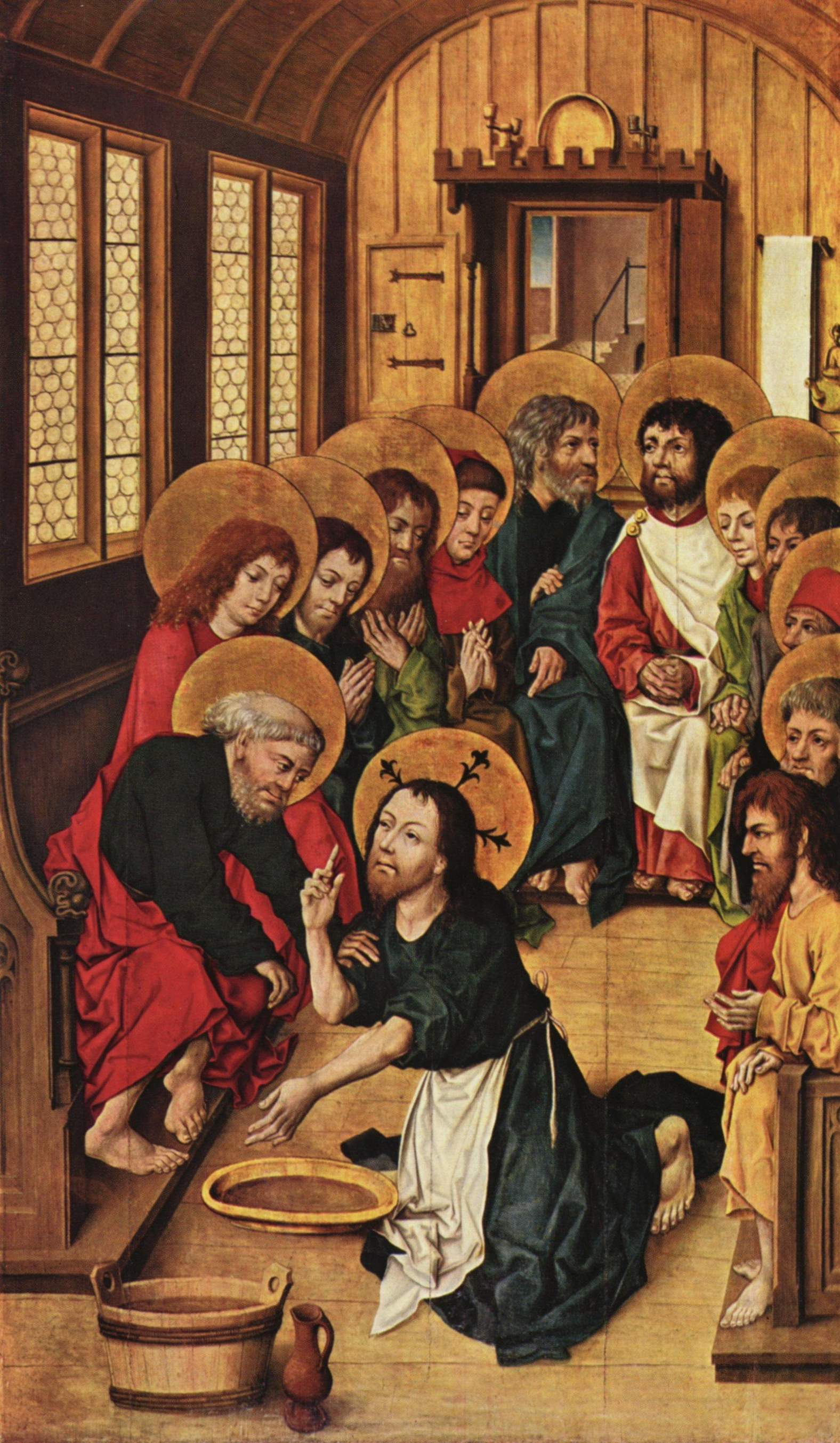
Sogenannter Speyerer Altar, Flügelaussenseite, Fußwaschung (um 1480), Berlin, Gemäldegalerie

Gemälde:
- Basel, Kunstmuseum

Bildnis eines Mannes.
Pergament auf Lindenholz, 25,5 × 18 cm, Inv.: IN 467
Drei schwebende Engel.
Gefirnißte Tempera auf Tannenholz, 29,5 × 38 cm, Inv.: 431
- Berlin, Gemäldegalerie

Die Fußwaschung der Apostel. um 1475 – 1480
Nadelholz, 130,5 × 75,6 cm, Inv.: 2072; Linke Flügelaußenseite eines Passionsaltars
Das Abendmahl. um 1475 – 1480
Nadelholz, 130,5 × 75,6 cm, Inv.: 2073; Rechte Flügelaußenseite eines Passionsaltars
- ehemals Berlin, Deutsches Museum

Die heilige Anna Selbdritt mit den Heiligen Barbara und Katharina
Tannholz, 94 × 131 cm, Inv.: 2062; Vermutlich 1945 verbrannt
- Colmar, Musée d’Unterlinden

Der Drachenkampf des heiligen Georg
Nadelholz, 90,2 × 218,8 cm, Inv.: 60; Rechter Teil der Predella des „Bergheimer Altars“ vom Meister des Staufenberger Altars
- Dresden, Gemäldegalerie Alte Meister

Die Beweinung Christi. um 1480 – 1490
Fichtenholz, 131 × 171 cm, Inv.: 1868 A
- Frankfurt/M., Städelsches Kunstinstitut

Die Auferstehung Christi. um 1475 – 1480
Nadelholz, 130,5 × 75,6 cm, Inv.: SG 447; Rechte Flügelinnenseite eines Passionsaltars
- Freiburg i. Br., Augustinermuseum (Passionsaltar, angeblich aus dem Speyerer Dom)

Kalvarienberg. um 1480
Nadelholz, 130,5 × 173 cm, Inv.: 11531; Haupttafel eines Passionsaltars
Ecce homo. um 1480
Nadelholz, 130,5 × 75,6 cm, Inv.: 11531 c; Linke Flügelinnenseite eines Passionsaltars
Christus vor Kaiphas. um 1480
Nadelholz, 130,5 × 75,6 cm, Inv.: 11531 b; Rechter Standflügel eines Passionsaltars
- Gotha, Schlossmuseum

Das Liebespaar. um 1480
Lindenholz, 114 × 80 cm, Inv.: 319
- Mainz, Landesmuseum (sog. Mainzer Marienleben, wahrscheinlich aus dem Liebfrauenstift in Mainz)

Der Tempelgang Mariae. 1505
Fichtenholz, 128 × 74 cm, Inv.: 429; Teil eines Marienzyklus
Die Verkündigung. 1505
Fichtenholz, 128 × 74 cm, Inv.: 430; Teil eines Marienzyklus
Die Heimsuchung. 1505
Fichtenholz, 128 × 74 cm, Inv.: 431; Teil eines Marienzyklus
Die Geburt Christi. 1505
Fichtenholz, 128 × 74 cm, Inv.: 432; Teil eines Marienzyklus
Die Anbetung der Könige. 1505
Fichtenholz, 128 × 74 cm, Inv.: 433; Teil eines Marienzyklus
Die Darstellung Christi im Tempel. 1505
Fichtenholz, 128 × 74 cm, Inv.: 434; Teil eines Marienzyklus
Der zwölfjährige Christus unter den Schriftgelehrten. 1505
Fichtenholz, 128 × 74 cm, Inv.: 435; Teil eines Marienzyklus
Die Ausgießung des Heiligen Geistes. 1505
Fichtenholz, 128 × 74 cm, Inv.: 436; Teil eines Marienzyklus
Der Tod Mariae. 1505
Fichtenholz, 128 × 74 cm, Inv.: 437; Teil eines Marienzyklus
- München, Alte Pinakothek

Die Enthauptung des heiligen Johannes des Täufers.
Fichtenholz, 110,7 × 90,5 cm, Inv.: 10647; Flügelaussenseite eines „Marien- und Johannes-Altars“ vom Meister des Staufenberger Altars
Die Geburt Christi mit der Anbetung der Hirten.
Fichtenholz, 132 × 76 cm, Inv.: WAF 586
Maria mit dem Kinde.
Lindenholz, 38 × 25,5 cm, Inv.: 9036
- Nürnberg, Germanisches Nationalmuseum

Die Anbetung der Hirten. um 1500
Nadelholz, 160,5 × 59,3 cm, Inv.: Gm 1823
- Oldenburg, Landesmuseum

Die heilige Anna Selbdritt.
Kiefernholz, 136 × 105 cm, Inv.: 136 A
Glasmalerei:
- Arnoldsheim, Ev. Pfarrkirche

Der heilige Georg.
Vermutlich Arbeit eines Schülers
- Berlin, Kunstgewerbemuseum

Die Kreuzigung Christi.
- Hanau, Marienkirche

Rundscheibe mit Wappenhalter
Ausgewählte Zeichnungen:
- Berlin, Kupferstichkabinett

Das Liebespaar. um 1485
Papier, ?? x ?? cm, Inv.: KdZ ??
Die Ermahnung.
Papier, 16,2 × 10,4 cm, Inv.: KdZ 4291
König Maximilian beim Friedensbankett.
Papier, 27,7 × 19,2 cm, Inv.: KdZ 4442
- Heidelberg, Universitätsbibliothek

Johann von Soest überreicht Pfalzgraf Philipp dem Aufrichtigen seine Übersetzung der „Kinder von Limburg“
Papier, 28,2 × 19 cm, Inv.: Cod. pal. germ. 87; Buchmalerei
- Leipzig, Museum der bildenden Künste

Das Liebespaar mit dem Falken. um 1485
Papier, ?? x ?? cm, Inv.: ??
Gemälde aus dem Umkreis:
- Tafelbild der Hl. Sippe (Nürnberg, Germanisches Nationalmuseum, Gm 2325), um 1480.